# Anh đào

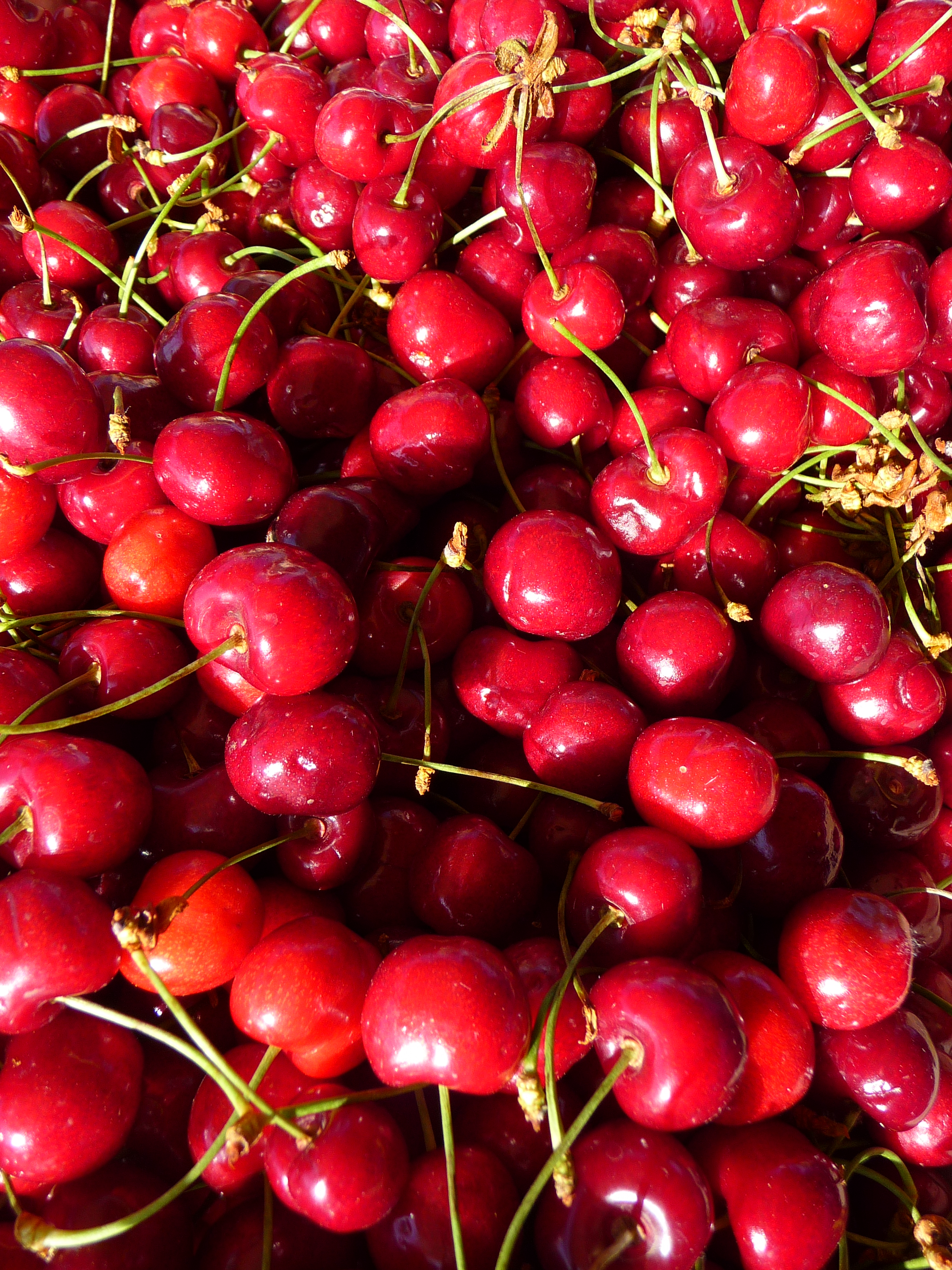
Prunus avium, hay anh đào ngọt.

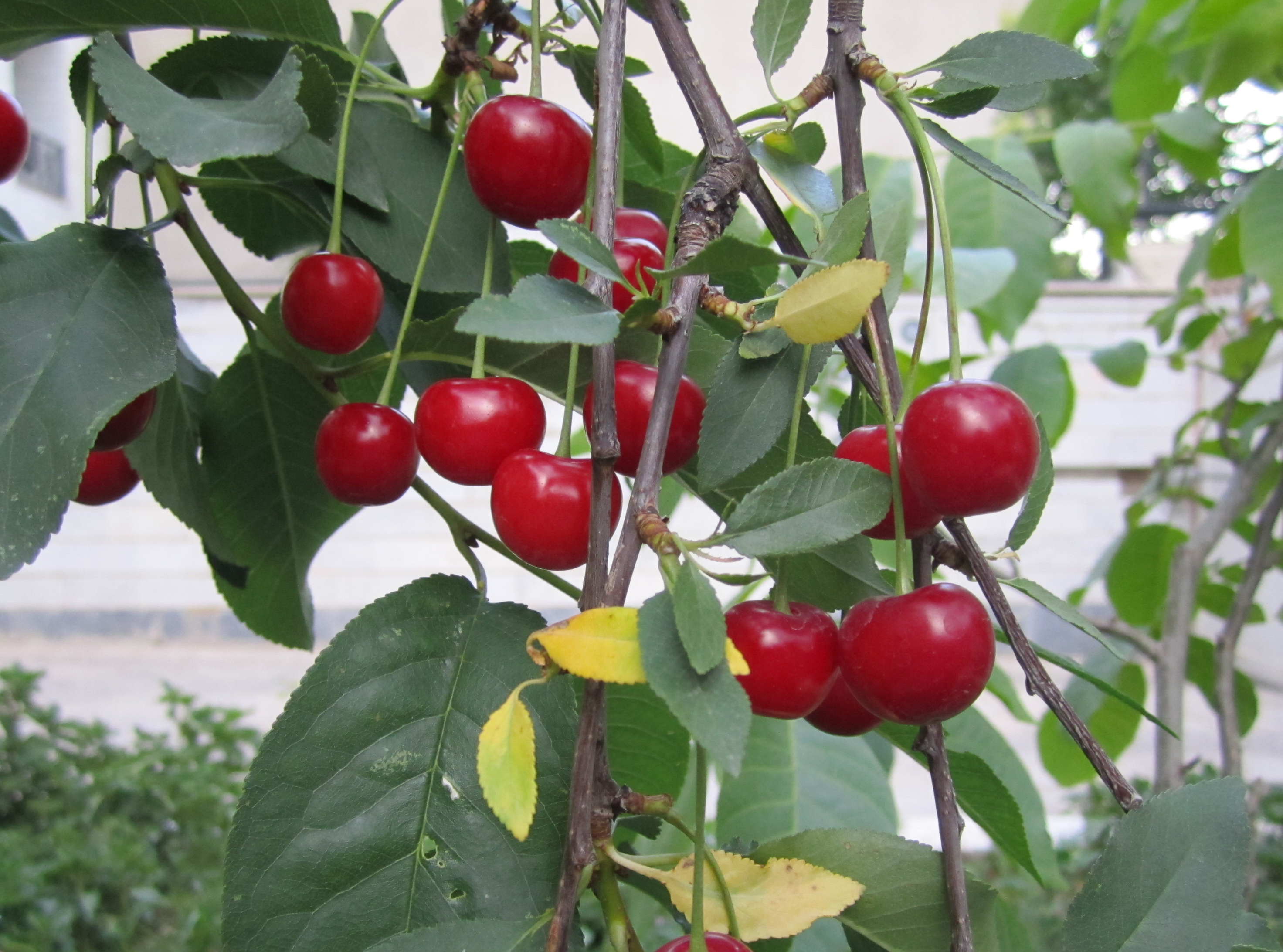
Prunus cerasus, hay anh đào chua.

Anh đào (Cherry) là một loại quả của nhiều loại thực vật thuộc chi Prunus và là một quả hạch.
Hoa anh đào (Sakura) là hoa của các loài thực vật thuộc phân chi anh đào này; đặc biệt là của loài Prunus serrulata và một số loài khác chuyên để làm cảnh. Còn anh đào lấy quả bán thương mại được lấy từ các giống cây trồng của một số loài, hầu hết là các giống thuộc hoặc lai với các loài  Prunus avium ngọt và Prunus cerasus chua. Tên gọi 'anh đào' cũng đề cập đến cây và gỗ của nó, và đôi khi được áp dụng cho hạnh nhân và cây có hoa tương tự trong chi Prunus, như trong "anh đào cảnh" hoặc "hoa anh đào". Anh đào dại có thể đề cập đến bất kỳ loài anh đào nào nằm ngoài phạm vi đất canh tác, mặc dù Prunus avium thường được gọi cụ thể bằng cái tên "anh đào dại" ở quần đảo Anh.
Đây là cây ăn quả khó trồng và khó sống.

## Lịch sử

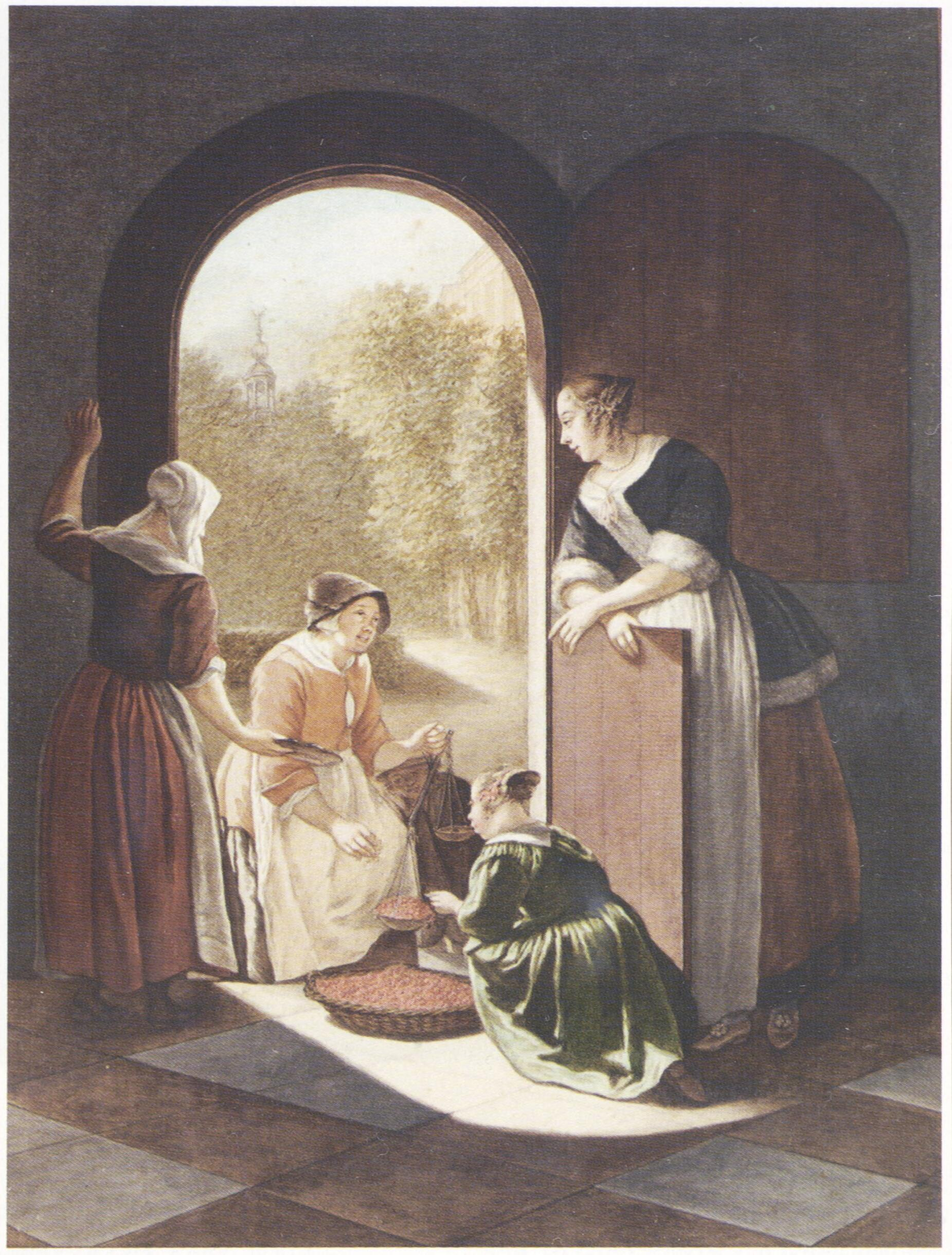
Bức The Cherry Seller của họa sĩ Sara Troost vào thế kỷ 18.

Anh đào dại có phạm vi trải rộng khắp Châu Âu, Tây Á và một phần Bắc Phi, loại quả này đã được con người tiêu thụ trên mọi phạm vi sống của nó kể từ thời tiền sử. Một giống anh đào trồng trọt được ghi nhận là đã được Lucius Licinius Lucullus mang đến Rome từ đông bắc Anatolia (còn được gọi là vùng Pontus) vào năm 72 trước Công nguyên.
Anh đào đã được giới thiệu đến Anh tại Teynham, gần địa điểm Sittingbourne ở Kent theo lệnh của Henry VIII, vị vua đã nếm thử chúng ở vùng Flanders.

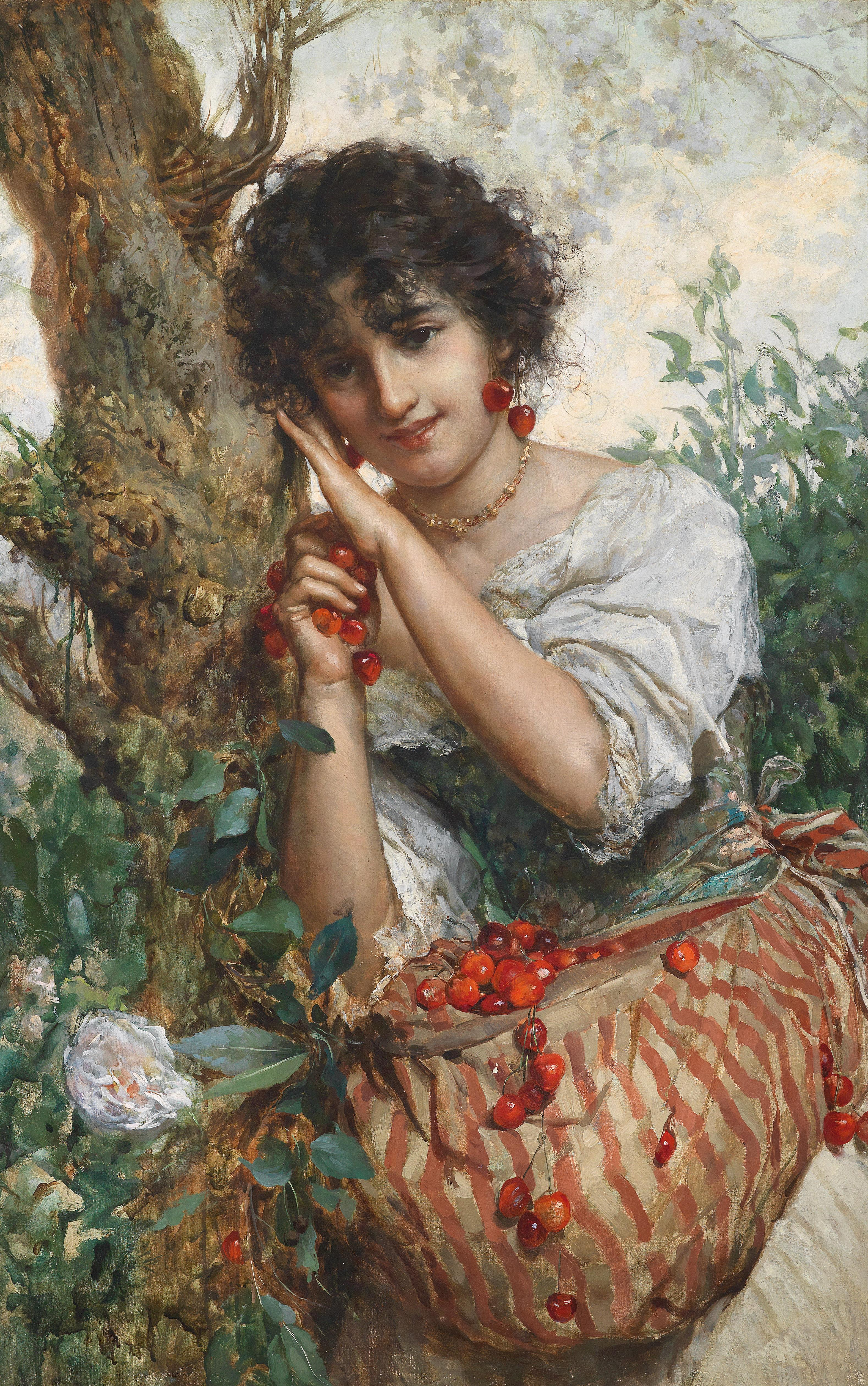
Bức Cherry time của họa sĩ Salvatore Postiglione.

Anh đào được đưa đến Bắc Mỹ khá sớm, tại khu định cư Brooklyn, New York (khi đó được gọi là "New Netherland") thời điểm đó khu vực này thuộc chủ quyền của Hà Lan. Các thương nhân đã thuê hoặc mua đất để trồng các vườn cây ăn quả và vườn sản xuất", Cornelis van Tienhoven chứng nhận rằng ông đã tìm thấy 12 cây táo, 40 cây đào, 73 cây anh đào, 26 cây xô thơm... đằng sau ngôi nhà mà Anthony Janszoon van Salee (người từ Salee [Maroc, Châu Phi]) bán cho Barent Dirksen [Người Hà Lan], ... ANNO ngày 18 tháng 6 năm 1639."

## Trồng trọt
Các giống anh đào được trồng trọt là từ nhóm anh đào ngọt (P. avium) hầu hết các giống anh đào đều thuộc nhóm này, ngoài ra còn có anh đào chua (P. cerasus), chúng được sử dụng chủ yếu để nấu ăn. Cả hai nhóm đều có nguồn gốc ở Châu Âu và Tây Á, thường không thụ phấn chéo. Một số loài anh đào khác mặc dù có quả ăn được nhưng lại không được trồng rộng rãi để tiêu thụ, ngoại trừ các vùng Bắc Âu, nơi đây hai loài chính không thể phát triển. Việc tưới, phun thuốc thực vật, sử dụng nhân công, và do bị thiệt hại bởi mưa và mưa đá khiến giá bán anh đào tương đối đắt đỏ. Tuy nhiên, nhu cầu về loại trái cây này vẫn cao. Trong sản xuất thương mại, anh đào chua đôi khi là anh đào ngọt được thu hoạch bằng cách sử dụng "máy lắc" cơ giới hóa. Việc hái bằng tay cũng được thực hiện rộng rãi đối với thu hoạch quả anh đào ngọt và chua nhằm tránh làm hỏng cả quả và cây.
Các gốc ghép phổ biến bao gồm Mazzard, Mahaleb, Colt và Gisela Series, một loại gốc ghép lùn tạo ra những cây nhỏ hơn đáng kể so với những cây anh đào khác, chúng chỉ cao từ 8 đến 10 feet (2,5 đến 3 mét). Anh đào chua không cần cây cung cấp phấn hoa, trong khi một số giống anh đào ngọt có khả năng tự sinh sản.
Một cây anh đào sẽ mất từ ba đến bốn năm sau khi được trồng trong vườn để có thể ra quả vụ đầu tiên và mất tất cả bảy năm để đạt được độ sinh trưởng đầy đủ hoàn toàn.

### Mùa sinh trưởng
Giống như hầu hết thực vật vùng ôn đới, cây anh đào cần thời gian lạnh nhất định mỗi năm để phá vỡ trạng thái ngủ, để nở hoa và tạo quả. Số giờ lạnh cần thiết tùy thuộc vào giống cây. Do yêu cầu thời tiết lạnh giá này, không có giống cây thành viên nào của chi Prunus có thể phát triển ở vùng khí hậu nhiệt đới. (Xem phần "sản xuất" để biết thêm thông tin về các yêu cầu làm lạnh)
Anh đào có mùa sinh trưởng ngắn và có thể phát triển ở hầu hết các vĩ độ ôn đới. Anh đào nở hoa vào tháng 4 (ở Bắc bán cầu) và mùa cao điểm thu hoạch anh đào là vào mùa hè. Ở khu vực Nam Âu là vào tháng 6, ở Bắc Mỹ vào tháng 6, ở Anh vào giữa tháng 7 và ở miền nam British Columbia (Canada) là từ tháng 6 đến giữa tháng 8. Ở nhiều vùng của Bắc Mỹ, chúng là một trong những loại quả cây đầu tiên ra hoa và chín vào giữa mùa Xuân.
Ở Nam bán cầu, anh đào thường ở cao điểm thu hoạch vào cuối tháng 12 và được kết nối với Giáng sinh. Giống anh đào 'Burlat' chín sớm vào đầu tháng 12, giống 'Lapins' chín vào gần cuối tháng 12 và giống 'Sweetheart' kết thúc muộn hơn một chút.

### Sâu bệnh
Nhìn chung, anh đào là một loại cây ăn quả khó trồng và khó sống. Ở châu Âu, loài gây hại đầu tiên có thể nhìn thấy trong mùa sinh trưởng ngay sau khi hoa nở (vào tháng 4 ở Tây Âu) thường là rệp đen anh đào, chúng khiến lá ở đầu cành bị quăn lại, với các ổ ruồi đen tiết ra chất dính để thúc đẩy sự phát triển của nấm trên lá và quả. Ở giai đoạn đậu quả vào tháng 6-7 (Châu Âu), ruồi đục quả anh đào (Rhagoletis cingulata và Rhagoletis cerasi) đẻ trứng vào quả non, sau đó ấu trùng của chúng ăn vào thịt quả rồi thoát ra ngoài qua một lỗ nhỏ (đường kính khoảng 1 mm), và đây chính là điểm xâm nhập của nấm vào quả anh đào sau trời mưa. Ngoài ra, cây anh đào còn dễ bị nhiễm vi khuẩn, bệnh thối cytospora, bệnh thối nâu trên quả, bệnh thối rễ do đất quá ẩm ướt, bệnh thối ngọn và một số loại virus.

## Các giống cây

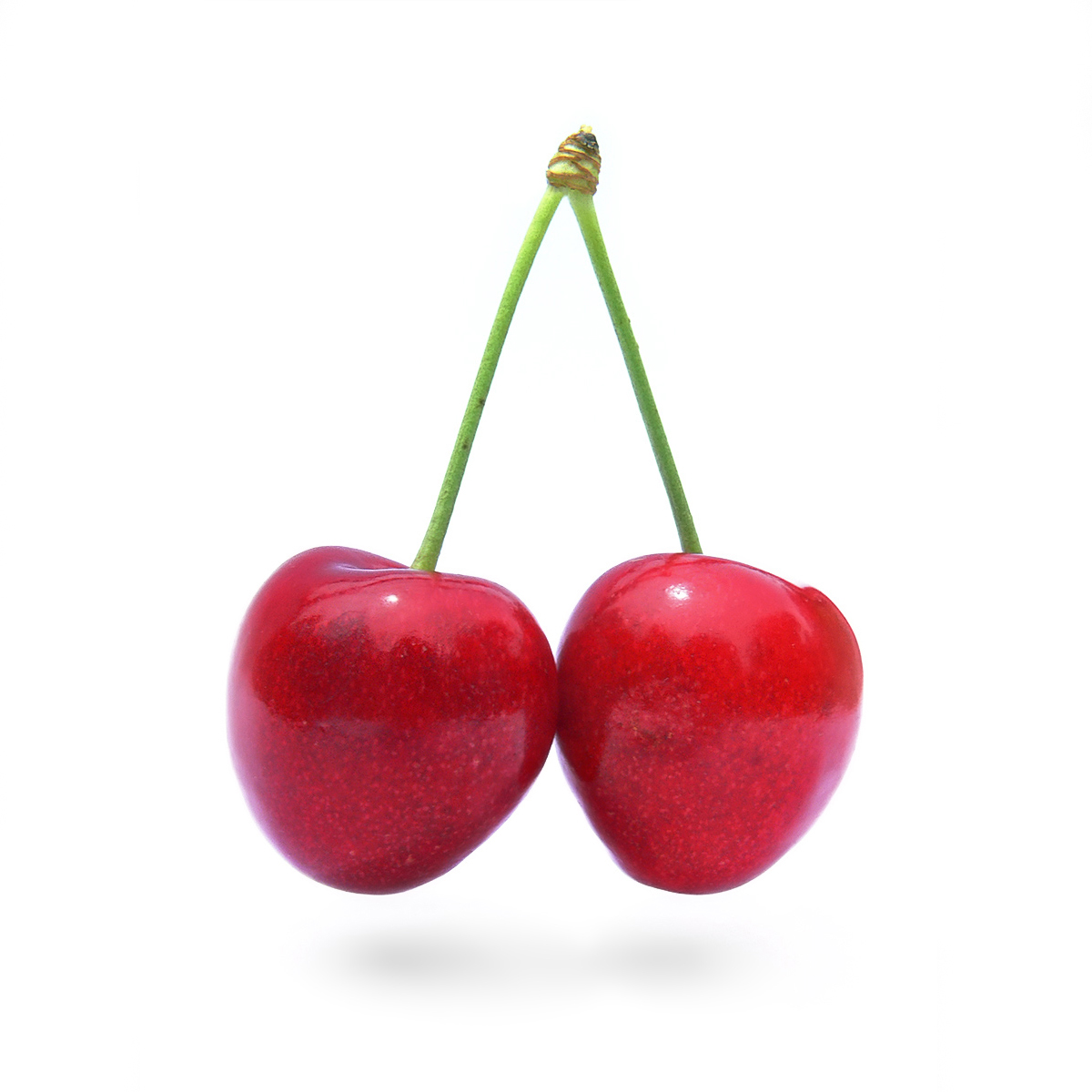
Anh đào ngọt, Prunus avium var. stella

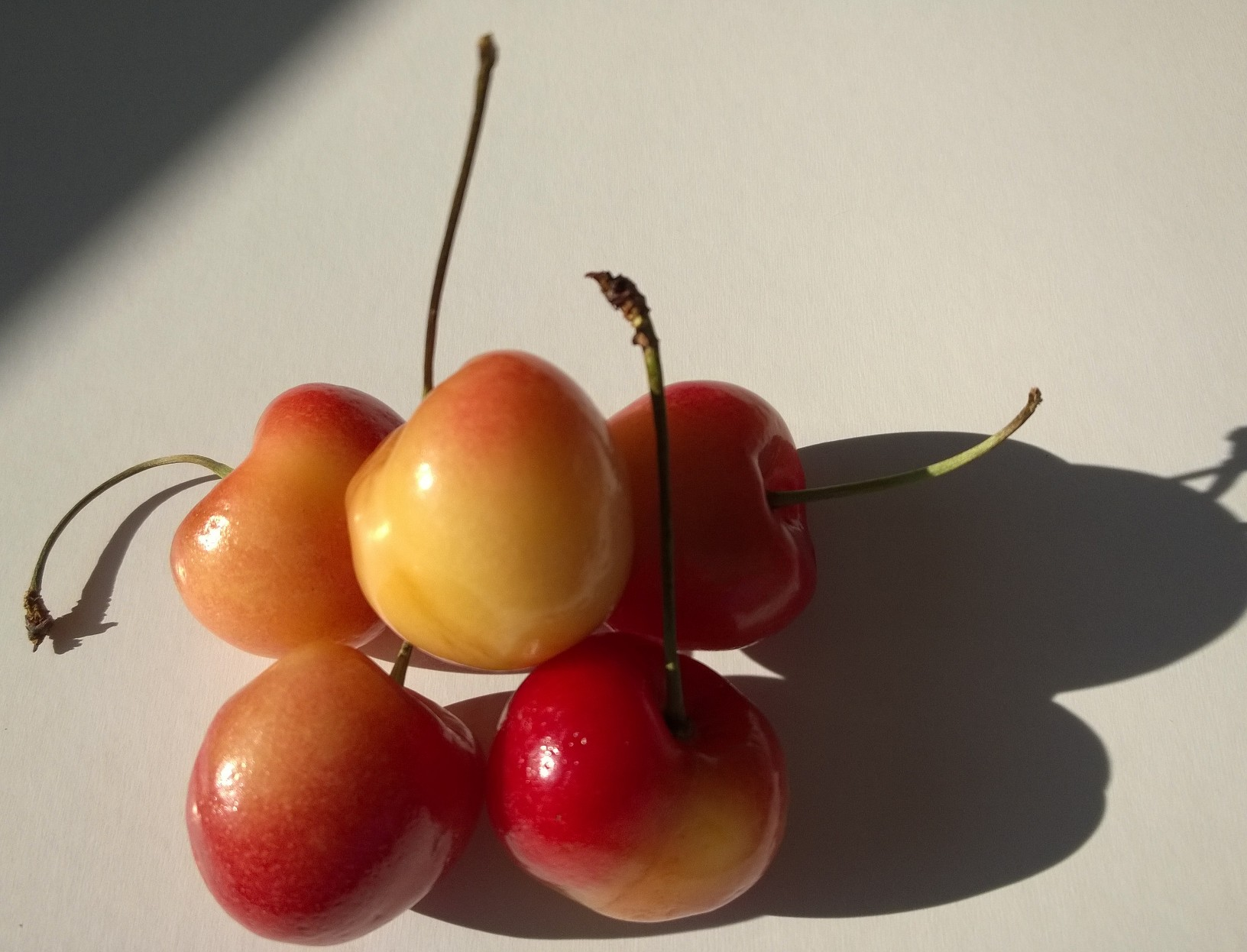
Anh đào Rainier của tiểu bang Washington, Mỹ.

Các giống sau đây đã đạt được Giải thưởng Garden Merit của Hiệp hội Làm vườn Hoàng gia:
| Tên                                    | Cao  | Tán  | Chú thích |
| -------------------------------------- | ---- | ---- | --------- |
| Accolade                               | 8m   | 8m   | [ 11 ]    |
| Amanogawa                              | 8m   | 4m   | [ 12 ]    |
| Autumnalis (P. × subhirtella)          | 8m   | 8m   | [ 13 ]    |
| Autumnalis Rosea (P. × subhirtella)    | 8m   | 4m   | [ 14 ]    |
| Avium Grandiflora (xem Plena)          |      |      |           |
| Colorata (P. padus)                    | 12m  | 8m   | [ 15 ]    |
| Grandiflora (xem Plena)                |      |      |           |
| Kanzan                                 | 12m  | 12m+ | [ 16 ]    |
| Kiku-shidare-zakura                    | 4m   | 4m   | [ 17 ]    |
| Kursar                                 | 8m   | 8m   | [ 18 ]    |
| Morello (P. cerasus)                   | 4m   | 4m   | [ 19 ]    |
| Okamé (P. × incam)                     | 12m  | 8m   | [ 20 ]    |
| Pandora                                | 12m  | 8m   | [ 21 ]    |
| Pendula Rosea                          | 4m   | 4m   | [ 22 ]    |
| Pendula Rubra                          | 4m   | 4m   | [ 23 ]    |
| Pink Perfection                        | 8m   | 8m   | [ 24 ]    |
| Plena (Grandiflora)                    | 12m  | 8m+  | [ 25 ]    |
| Praecox (P. incisa)                    | 8m   | 8m   |           |
| Prunus avium (anh đào dại)             | 12m+ | 8m+  |           |
| Prunus × cistena                       | 1,5m | 1,5m | [ 26 ]    |
| Prunus sargentii (anh đào của Sargent) | 12m+ | 8m+  | [ 27 ]    |
| Prunus serrula (anh đào Tây Tạng)      | 12m  | 8m+  | [ 28 ]    |
| Shirofugen                             | 8m   | 8m   | [ 29 ]    |
| Shirotai                               | 8m   | 8m   | [ 30 ]    |
| Shōgetsu                               | 8m   | 8m   | [ 31 ]    |
| Spire                                  | 12m  | 8m   | [ 32 ]    |
| Stella                                 | 4m   | 4m   | [ 33 ]    |
| Ukon                                   | 8m   | 8m+  | [ 34 ]    |

## Sản xuất
| Hạng                                                   | Nước        | Sản xuất  |
| ------------------------------------------------------ | ----------- | --------- |
| 1                                                      | Thổ Nhĩ Kỳ  | 445.556   |
| 2                                                      | Mỹ          | 329.852   |
| 3                                                      | Iran        | 172.000   |
| 4                                                      | Tây Ban Nha | 118.220   |
| 5                                                      | Italy       | 110.766   |
| 6                                                      | Chile       | 83.903    |
| 7                                                      | Romania     | 82.808    |
| 8                                                      | Uzbekistan  | 80.000    |
| 9                                                      | Nga         | 77.000    |
| 10                                                     | Hy Lạp      | 73.380    |
|                                                        | Thế giới    | 2.245.826 |
| Nguồn: Tổ chức Lương thực và Nông nghiệp Liên Hợp Quốc |             |           |

| Hạng                                                   | Nước       | Sản xuất  |
| ------------------------------------------------------ | ---------- | --------- |
| 1                                                      | Nga        | 198.000   |
| 2                                                      | Ukraine    | 182.880   |
| 3                                                      | Thổ Nhĩ Kỳ | 182.577   |
| 4                                                      | Ba Lan     | 176.545   |
| 5                                                      | Mỹ         | 137.983   |
| 6                                                      | Iran       | 111.993   |
| 7                                                      | Serbia     | 93.905    |
| 8                                                      | Hungary    | 91.840    |
| 9                                                      | Uzbekistan | 45.000    |
| 10                                                     | Azerbaijan | 25.669    |
|                                                        | Thế giới   | 1.362.231 |
| Nguồn: Tổ chức Lương thực và Nông nghiệp Liên Hợp Quốc |            |           |

Năm 2014, sản lượng anh đào ngọt trên thế giới là 2,25 triệu tấn, trong đó Thổ Nhĩ Kỳ sản xuất 20%. Các nhà sản xuất anh đào ngọt lớn khác là Hoa Kỳ và Iran. Sản lượng anh đào chua trên thế giới vào năm 2014 là 1,36 triệu tấn, dẫn đầu là Nga, Ukraine, Thổ Nhĩ Kỳ và Ba Lan.

### Trung Đông

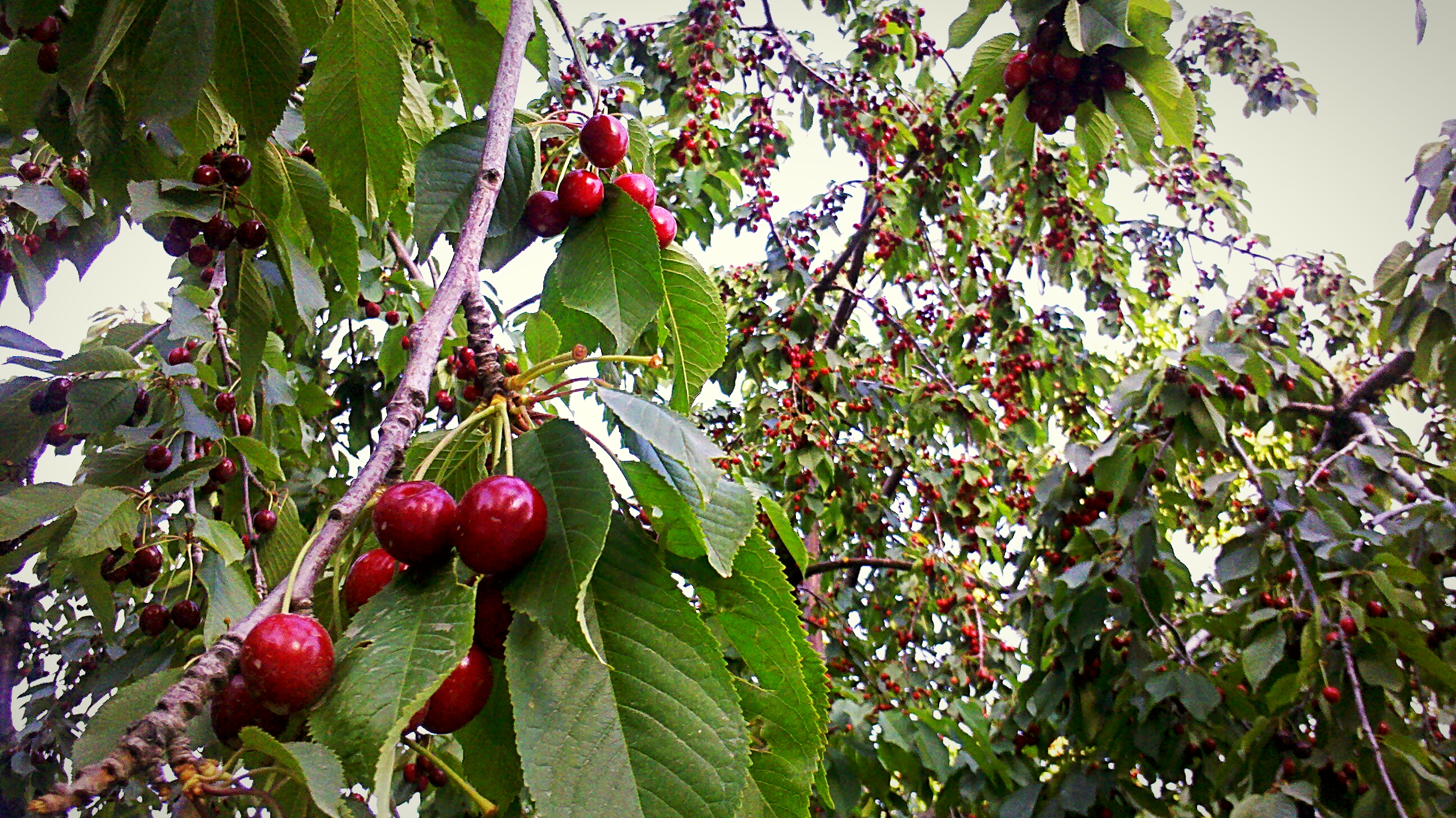
Anh đào ngọt chín ở Tehran

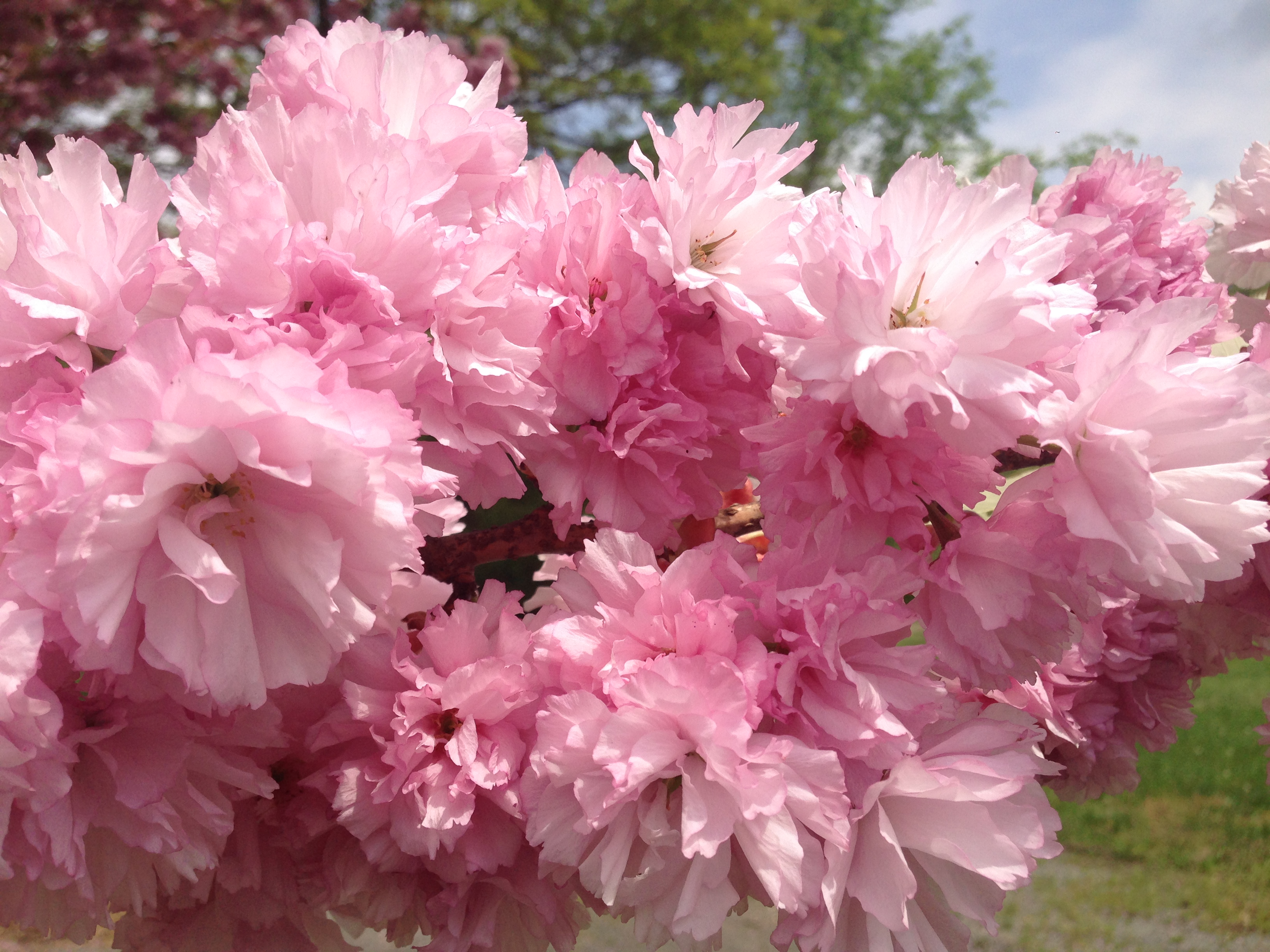
Anh đào Nhật Bản 'Kanzan' là một giống hoa kép được phát triển trong thời kỳ Edo. Nó có 20 đến 50 cánh hoa trong một bông hoa.

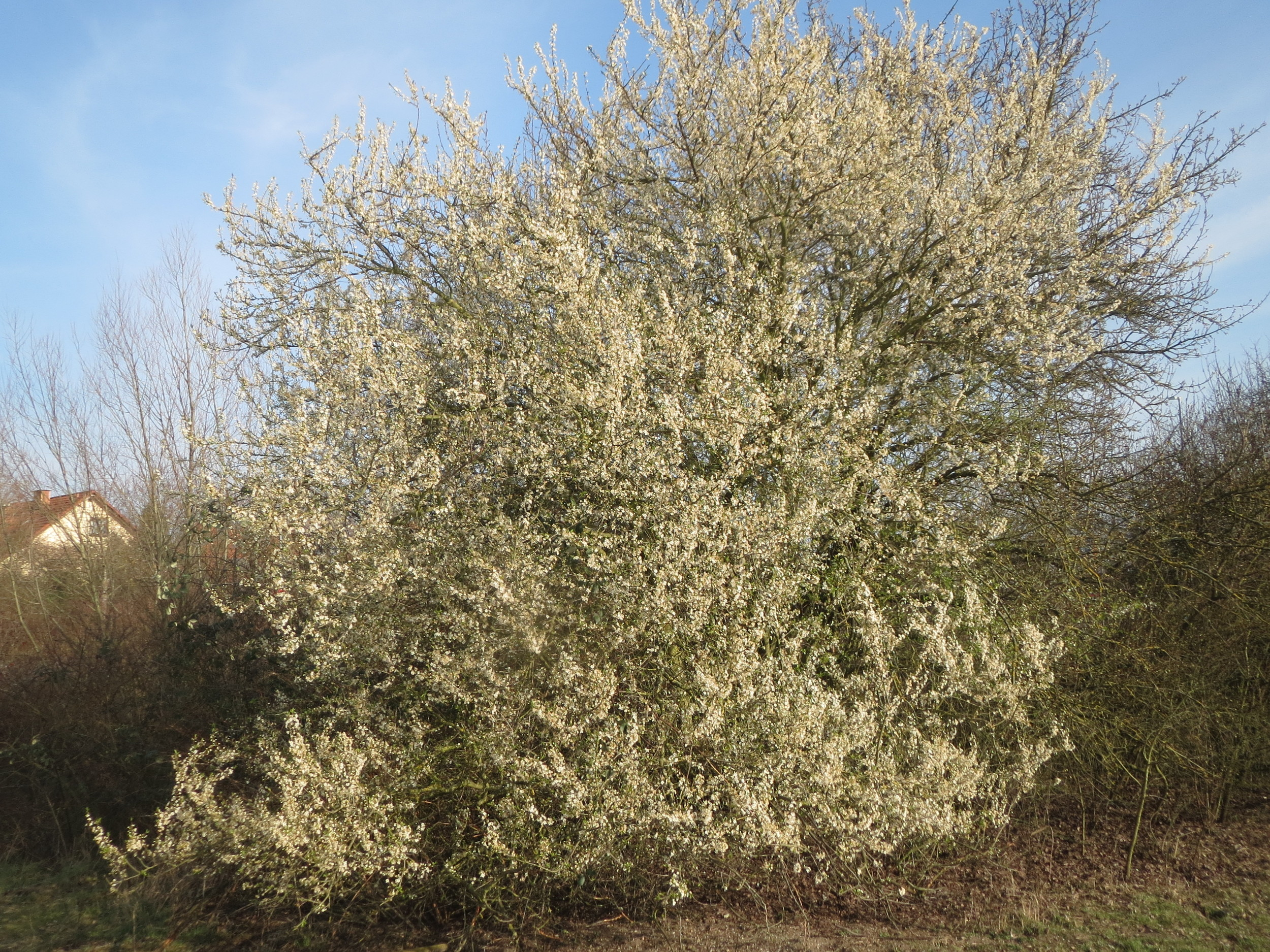
Mận anh đào Prunus cerasifera

Các vườn anh đào thương mại chính ở Tây Á nằm ở Thổ Nhĩ Kỳ, Iran, Syria, Azerbaijan, Liban và Israel.

### Châu Âu
Các vườn anh đào thương mại chính ở Châu Âu là ở Thổ Nhĩ Kỳ, Ý, Tây Ban Nha và các vùng Địa Trung Hải khác, và một mức độ nhỏ hơn ở các nước Baltic và nam Scandinavia.
Ở Pháp từ những năm 1920, những quả anh đào đầu tiên theo mùa thu hoạch vào tháng 4/tháng 5 từ vùng Céret (Pyrénées-Orientales), nơi đây các nhà sản xuất địa phương có một truyền thống kể từ năm 1932, là gửi thùng anh đào đầu tiên đến tổng thống Pháp.

### Bắc Mỹ
Tại Hoa Kỳ, hầu hết anh đào ngọt được trồng ở các tiểu bang như Washington, California, Oregon, Wisconsin và Michigan. Các giống anh đào ngọt quan trọng bao gồm Bing, Ulster, Rainier, Brooks, Tulare, King và Sweetheart. Cả hai tiểu bang Oregon và Michigan đều cung cấp anh đào có màu vỏ sáng thuộc giống 'Royal Ann' cho quy trình trồng anh đào maraschino. Hầu hết anh đào chua (còn gọi là anh đào chua cay) được trồng ở Michigan, tiếp theo là Utah, New York và Washington. Anh đào chua bao gồm giống 'Nanking' và giống 'Evans'. Thành phố Traverse, tiểu bang Michigan được gọi là "Thủ đô Anh đào của Thế giới", tổ chức Lễ hội Anh đào Quốc gia và đã từng làm ra chiếc bánh anh đào lớn nhất thế giới. Khu vực nổi tiếng sản xuất anh đào chua cay ở phía bắc Michigan được biết đến là vùng "Vịnh Traverse".
Hầu hết các giống anh đào có yêu cầu lạnh từ 800 giờ trở lên, nghĩa là thời gian lạnh tối thiểu để phá vỡ trạng thái ngủ, ra hoa và đậu trái, mùa đông cần có ít nhất 800 giờ ở nhiệt độ dưới 45 °F (7 °C). Các giống anh đào "làm lạnh thấp" Minnie Royal và Royal Lee cần 300 giờ hoặc ít hơn, chúng yêu cầu thụ phấn chéo, trong khi giống Royal Crimson có khả năng tự sinh sản. Những giống cây này đã làm mở rộng phạm vi trồng anh đào đến các khu vực mùa đông ôn hòa ở miền nam Hoa Kỳ. Đây là một lợi ích cho các nhà sản xuất anh đào ngọt ở California, vì California là nhà sản xuất anh đào ngọt lớn thứ hai ở Mỹ.
Anh đào ngọt tự nhiên và không tự nhiên phát triển tốt trong địa phận tỉnh Ontario và British Columbia của Canada, một lễ hội hoa anh đào thường niên đã được tổ chức trong vòng bảy thập kỷ liên tiếp qua ở Thung lũng Okanagan thuộc thị trấn Osoyoos. Ngoài Okanagan, các vùng trồng anh đào khác của British Columbia là Thung lũng Similkameen và Thung lũng Kootenay, cả ba vùng cùng sản xuất 5,5 triệu kg anh đào hàng năm, chiếm 60% tổng sản lượng của Canada. Các giống anh đào ngọt ở British Columbia bao gồm 'Rainier', 'Van', 'Chelan', 'Lapins', 'Sweetheart', 'Skeena', 'Staccato', 'Christalina' và 'Bing'.

### Úc
Ở Úc, anh đào được trồng ở tất cả các bang, ngoại trừ Lãnh thổ phía Bắc. Các vùng sản xuất chính nằm ở khu vực ôn đới thuộc New South Wales, Victoria, Nam Úc và Tasmania. Tây Úc đã hạn chế sản xuất tại các khu vực cao ở phía tây nam của tiểu bang. Các khu vực sản xuất chính bao gồm Young, Orange và Bathurst ở New South Wales, Wandin, Goulburn và thung lũng Murray ở Victoria, vùng Adelaide Hills ở Nam Úc, Huon và Derwent ở Tasmania.
Các giống thương mại chính theo thứ tự thời vụ bao gồm 'Empress', 'Merchant', 'Supreme', 'Ron', 'Chelan', 'Ulster', 'Van', 'Bing', 'Stella', 'Nordwunder', 'Lapins', 'Simone', 'Regina', 'Kordia' và 'Sweetheart'. Các giống mới đang được giới thiệu, bao gồm 'Staccato' cuối mùa và 'Sequoia' đầu mùa. Chương trình Nhân giống anh đào Úc đang phát triển một loạt các giống mới, và đang được đánh giá thử nghiệm.
Thị trấn Young của New South Wales được gọi là "Thủ đô Anh đào của Úc" và là nơi tổ chức Lễ hội Anh đào Quốc gia.

## Giá trị dinh dưỡng
Quả anh đào ngọt chưa chín có 82% nước, 16% carbohydrates, 1% protein, và chất béo không đáng kể (bảng). Khi trái sống, anh đào ngọt cung cấp ít hàm lượng dinh dưỡng trên 100 g khẩu phần, vì chỉ có chất xơ và vitamin C ở mức vừa phải, trong khi các vitamin và khoáng chất vi lượng khác mỗi loại chỉ cung cấp dưới 10% Giá trị hàng ngày (DV) trên mỗi khẩu phần, tương ứng (bảng).
So với anh đào ngọt, anh đào chua chưa chín chứa nhiều hơn vitamin C trên 100 g (12% DV) khoảng 50%, và gấp 20 lần lượng vitamin A (8% DV), đặc biệt là beta-Carotene (bảng).

### Rủi ro về sức khỏe
Những hạt nhân của quả anh đào, có thể tiếp xúc được khi nhai hoặc bốc vỏ cứng, chúng có chứa amygdalin, một chất hóa học giải phóng hợp chất độc tố hydrogen cyanide khi nuốt phải. Anh đào có thể an toàn để ăn nếu các hạt quả của chúng được giữ nguyên và không nuốt phải.

## Các mục đích sử dụng khác
Gỗ anh đào được đánh giá cao bởi màu sắc đa dạng và thớ thẳng trong việc sản xuất đồ gỗ mỹ nghệ, đặc biệt là bàn làm việc, bàn, ghế.

## Thư viện ảnh
Quả

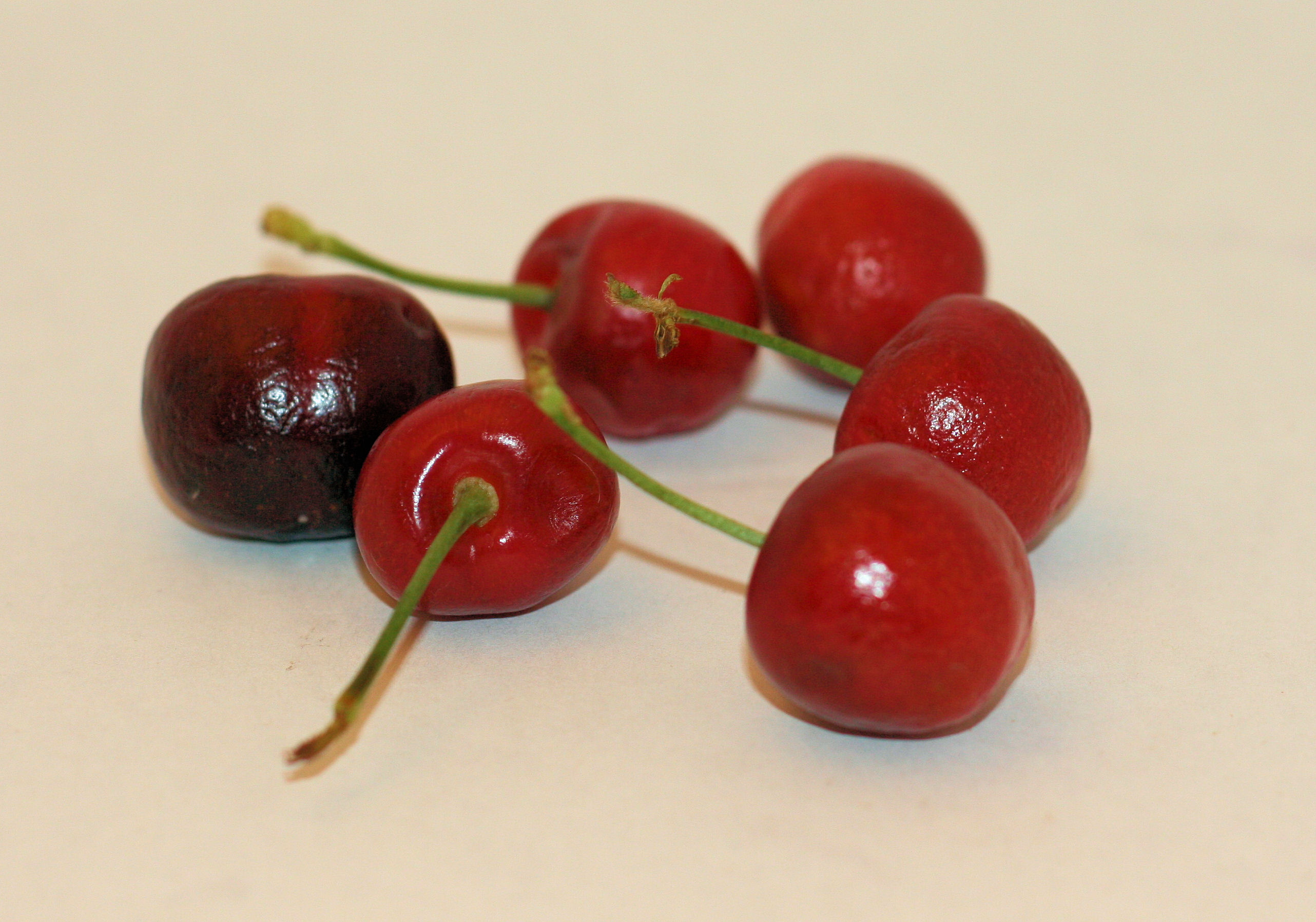
Quả anh đào chín bày bán tại chợ ở Barcelona
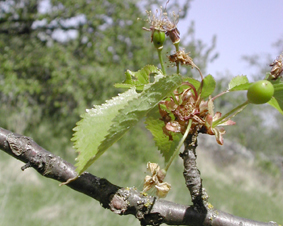
Quả anh đào còn xanh (đầu tháng 5 tại Pháp)
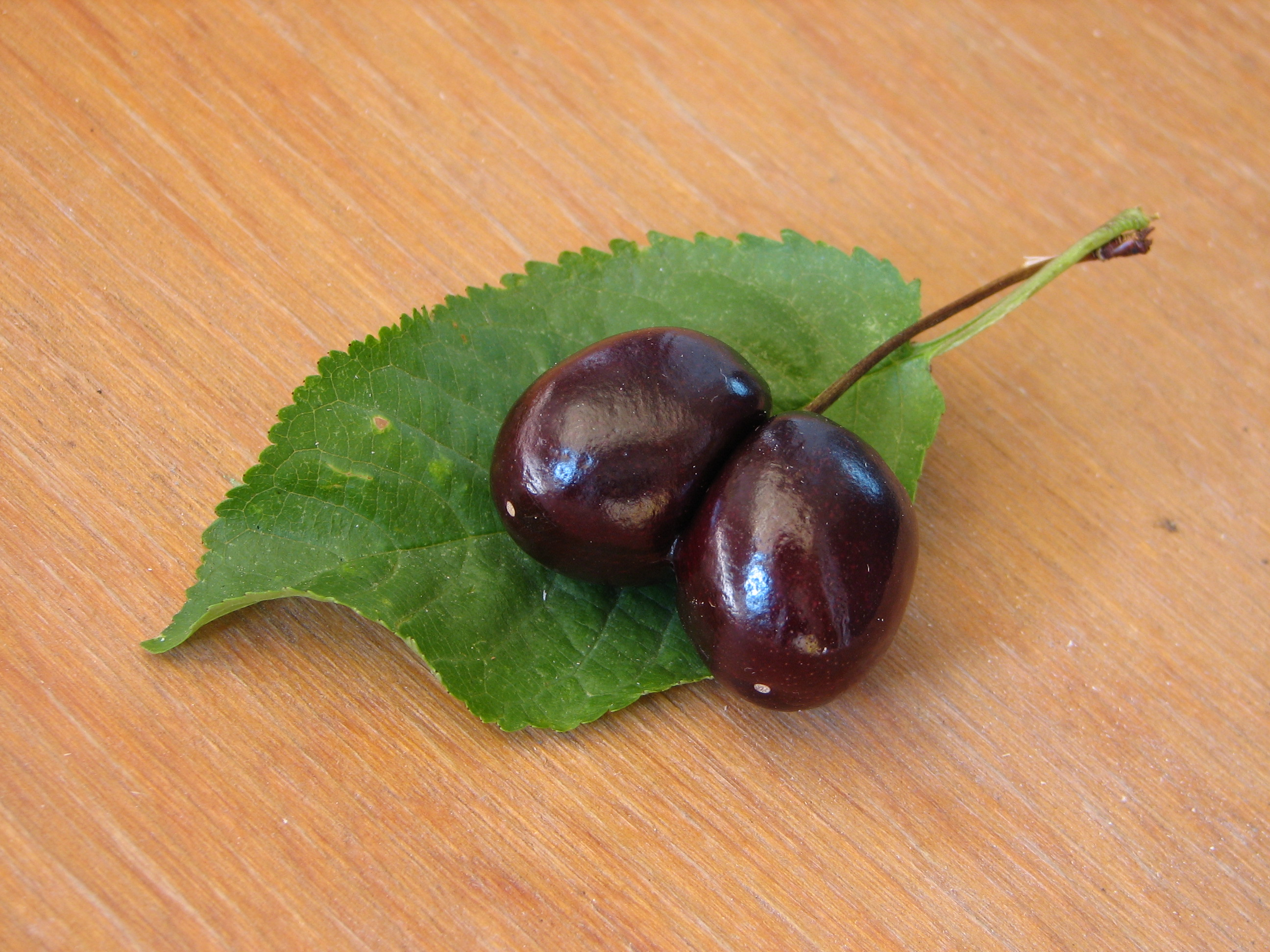
Quả và lá anh đào
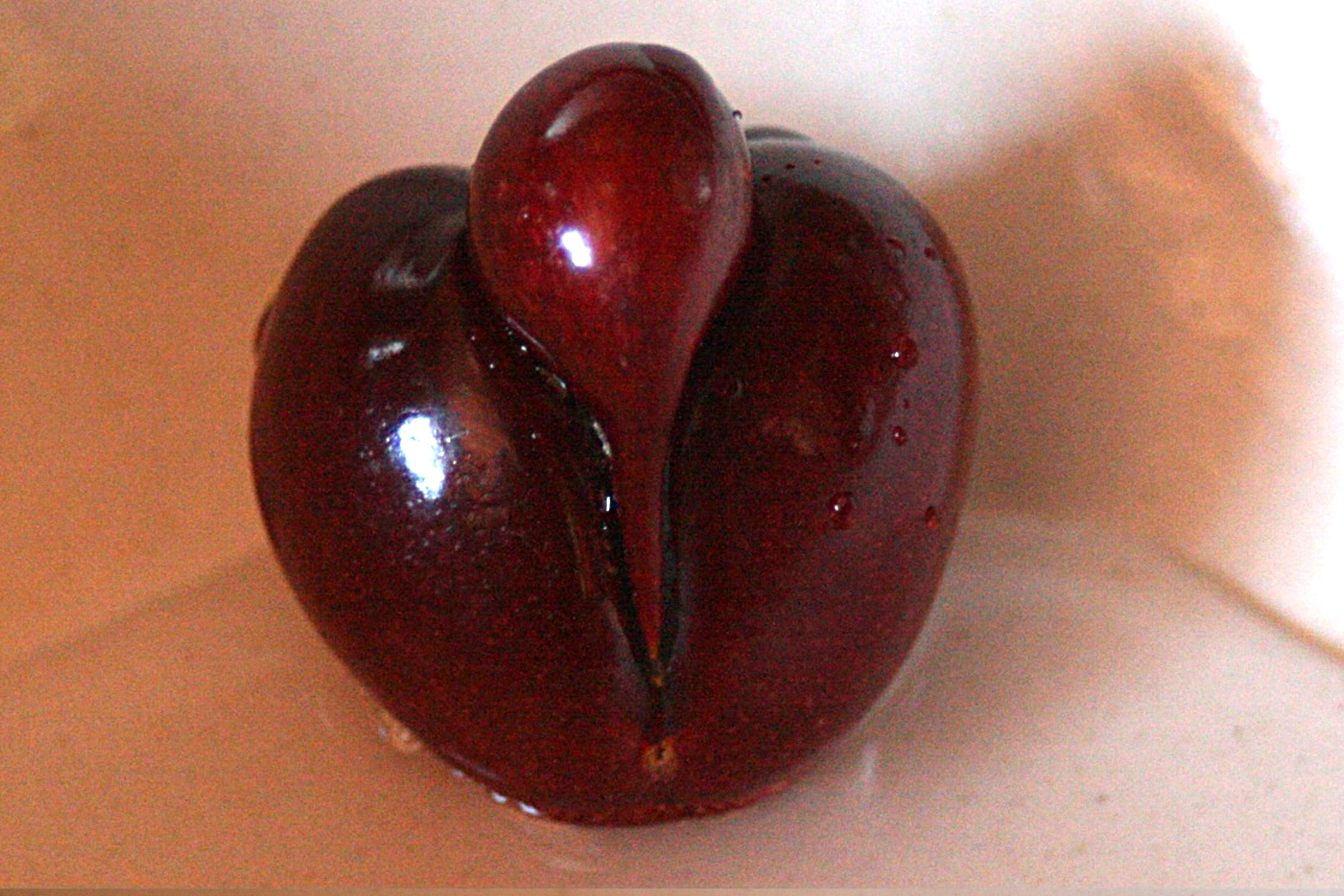
Quả anh đào đã bổ
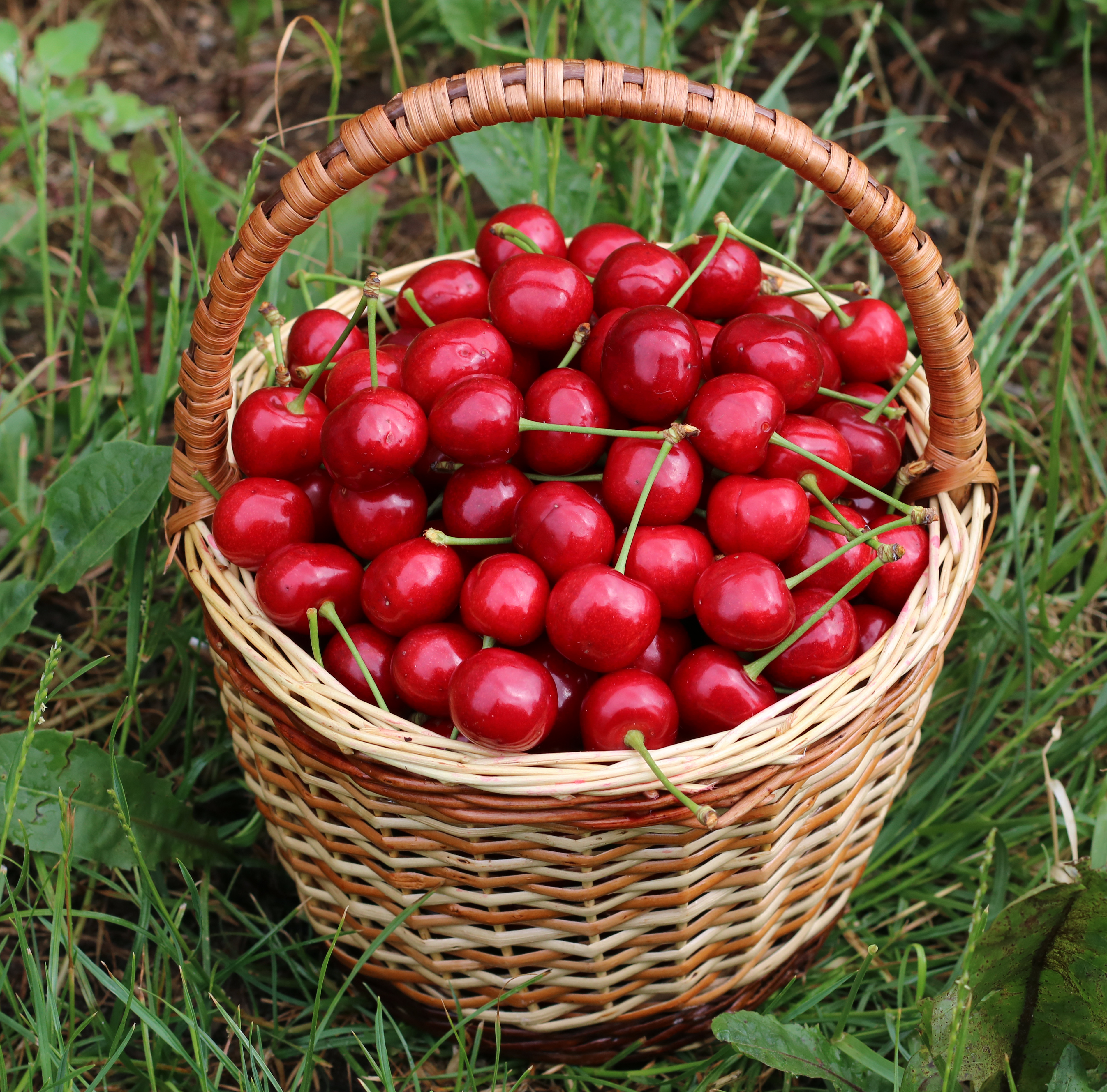
Anh dào ngọt
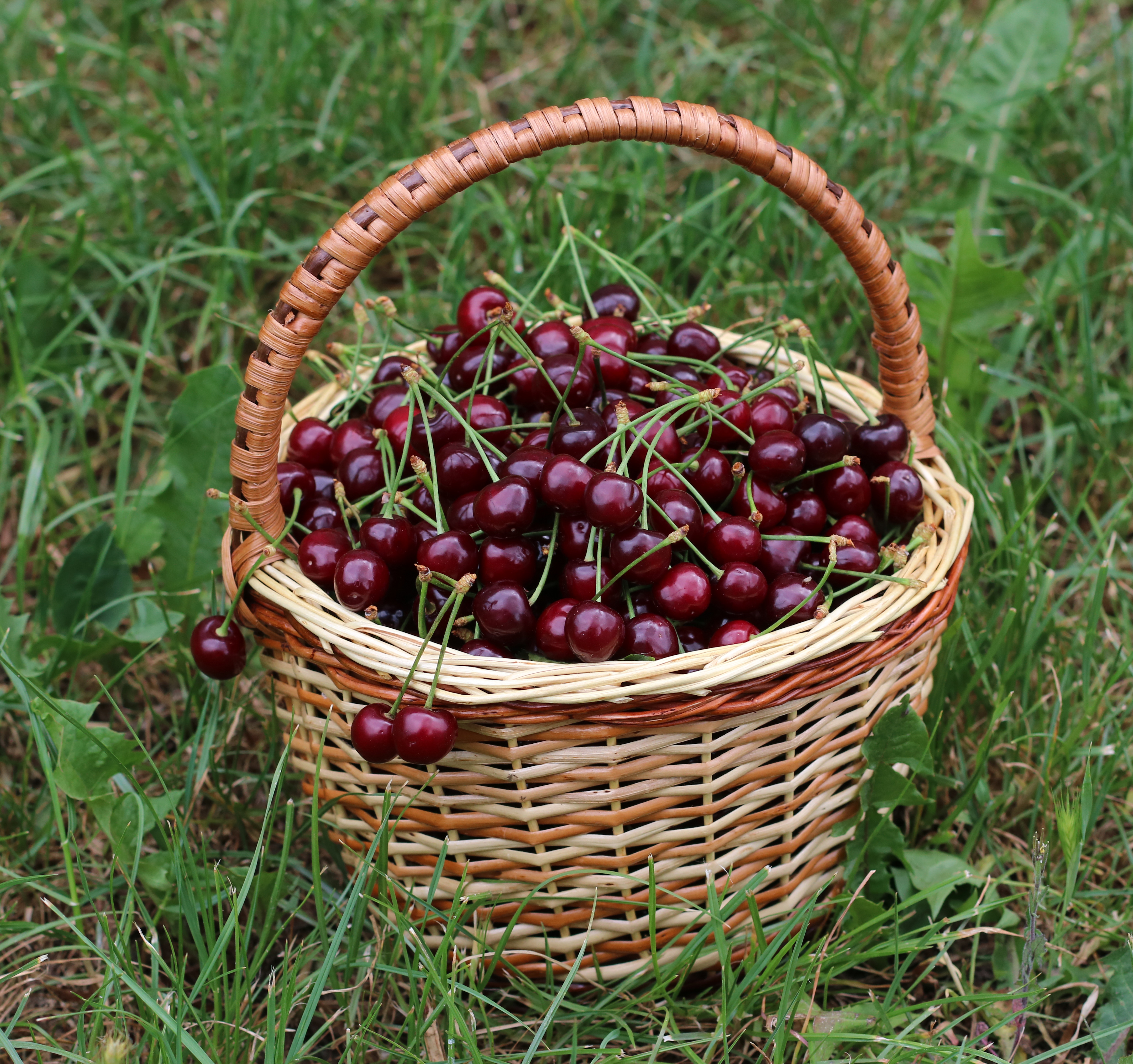
Anh đào ngọt

Hoa

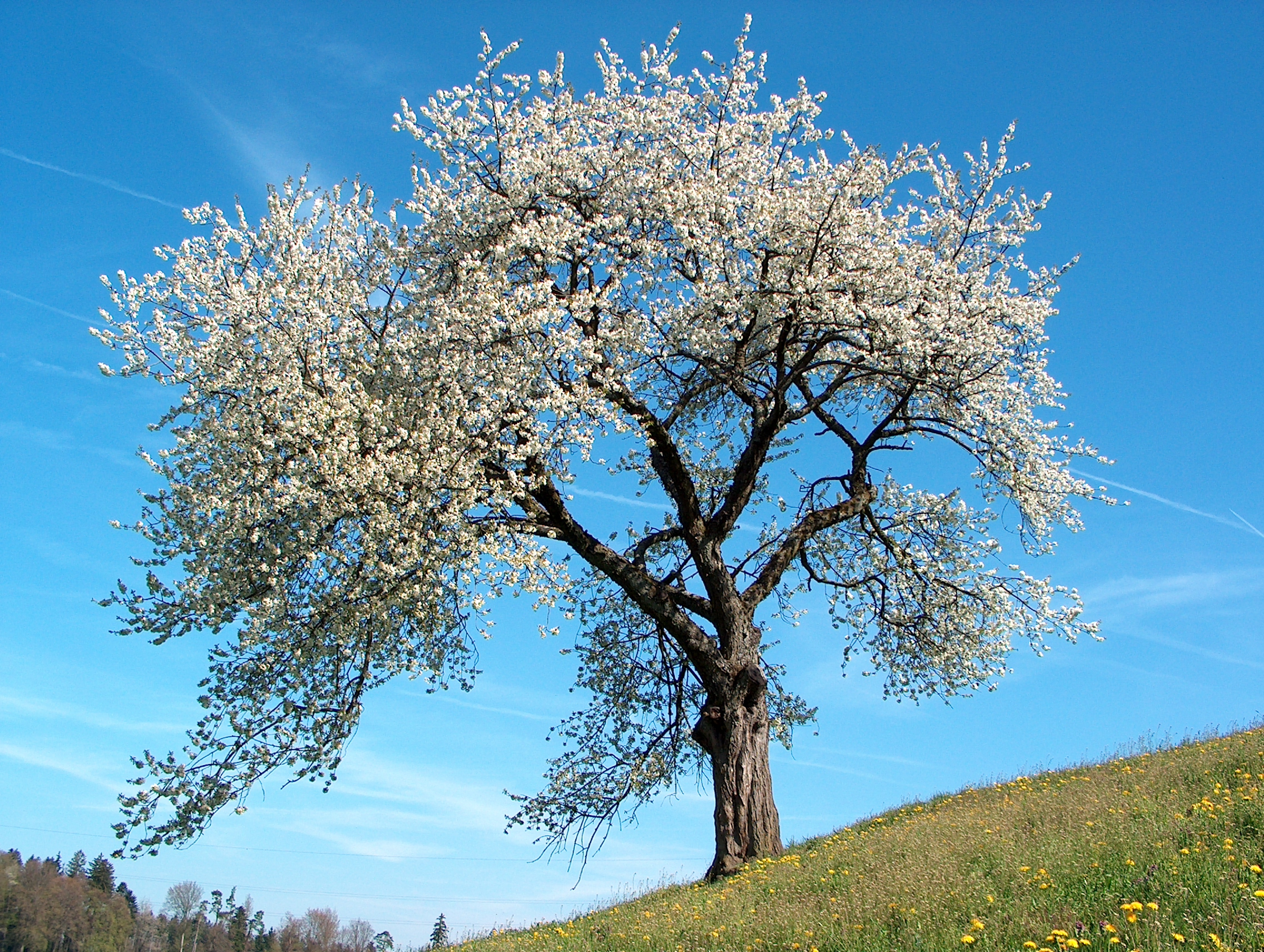
Hoa Anh đào dại
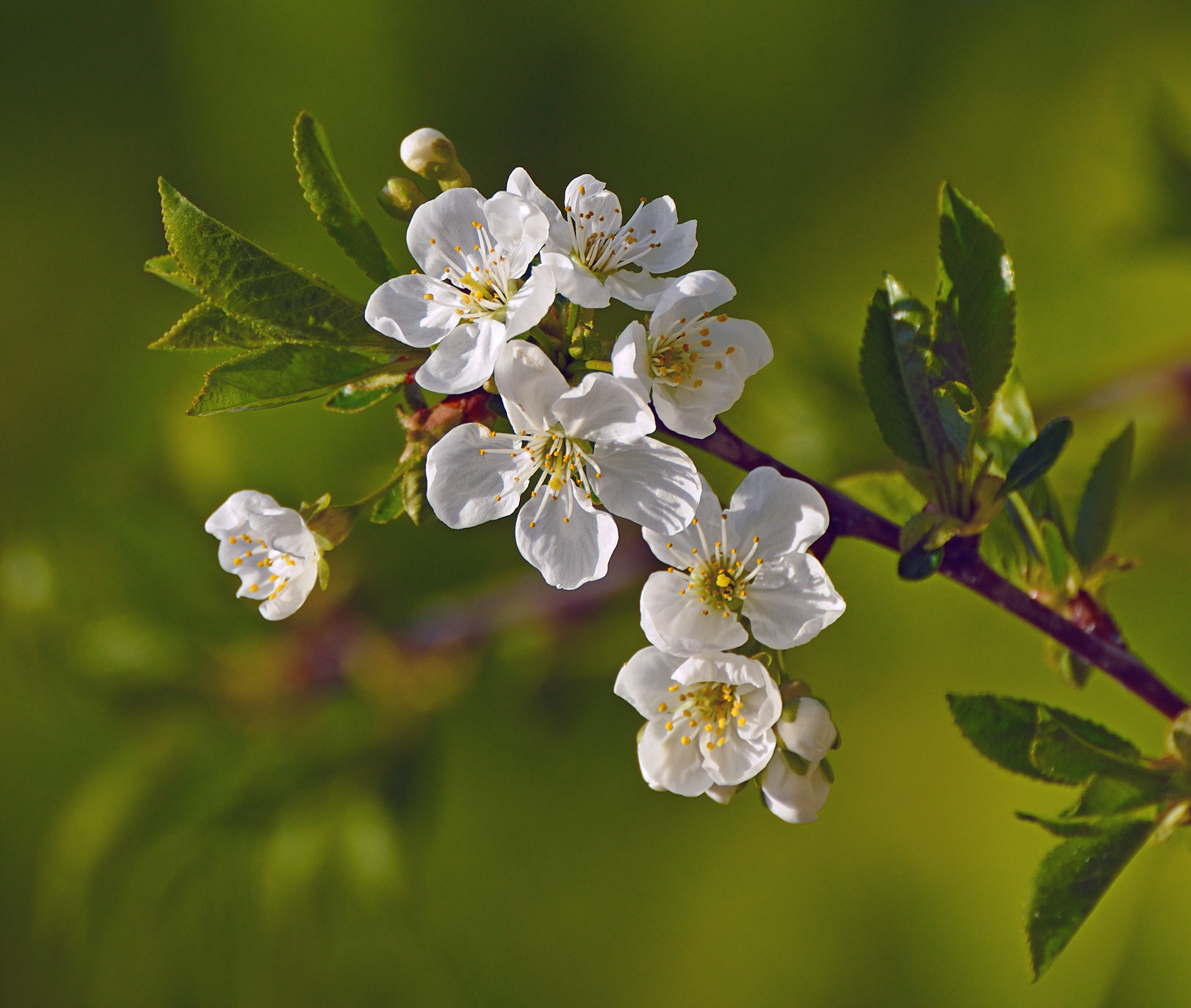
Hoa Prunus cerasus
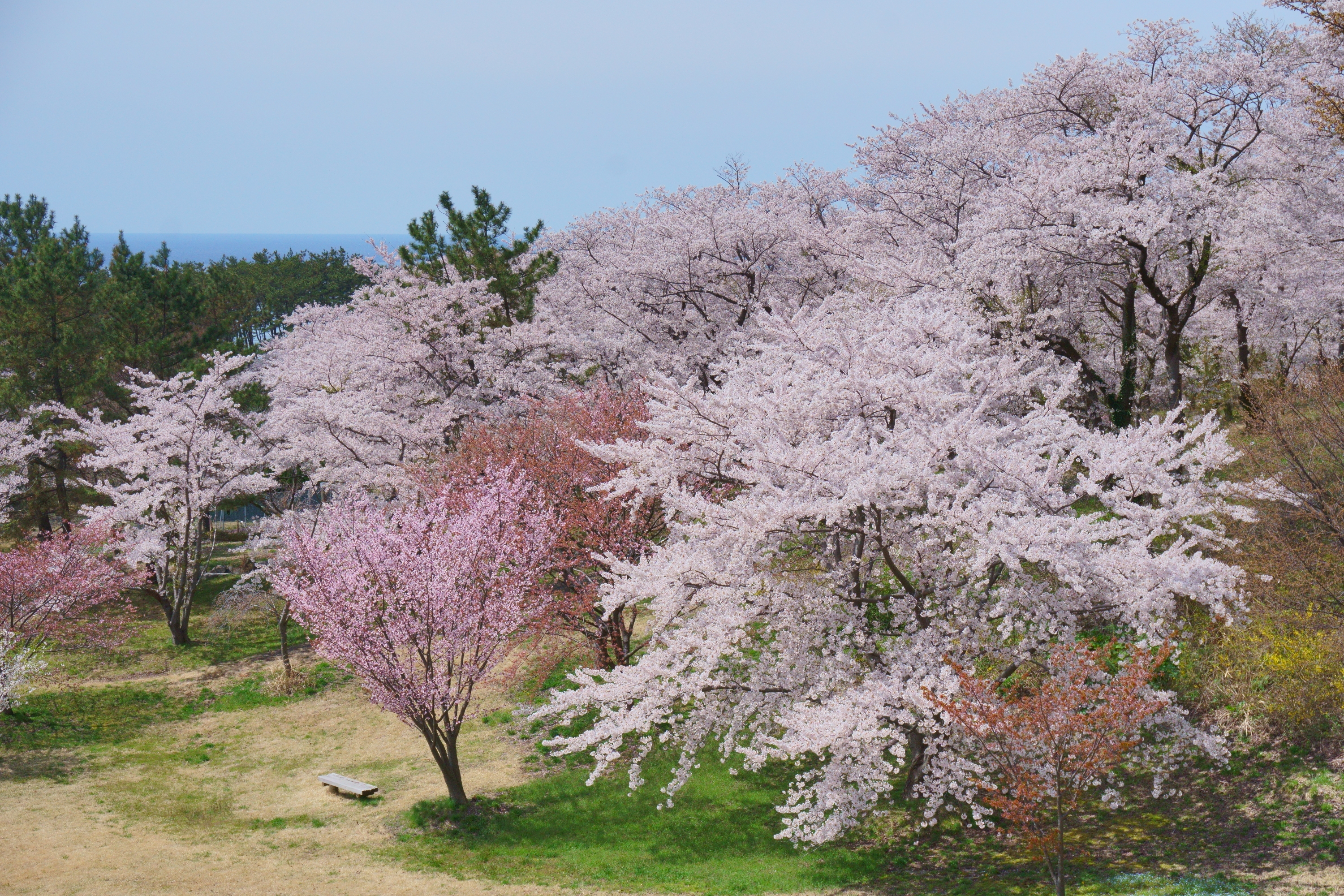
Hoa anh đào
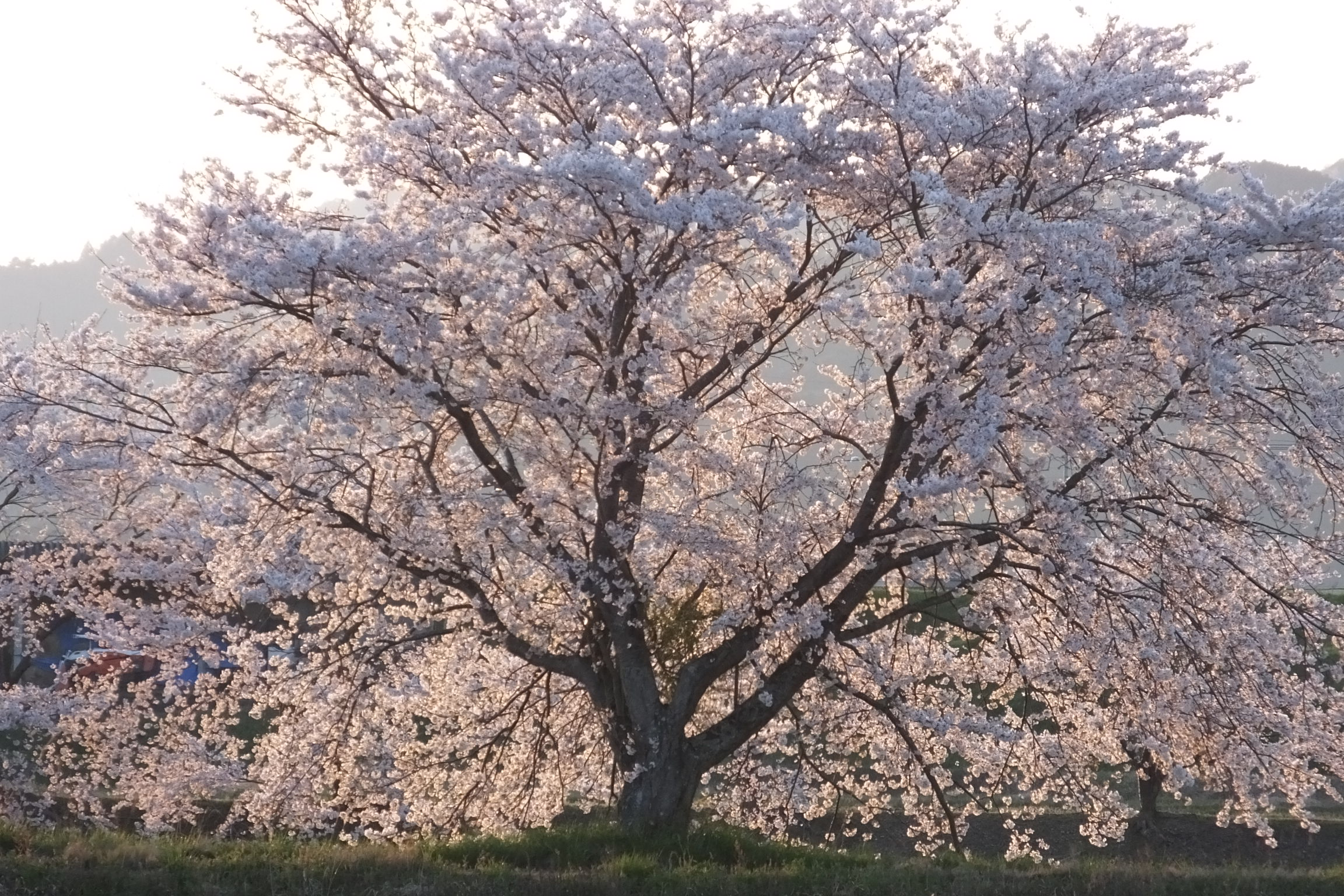
Anh đào Yoshino
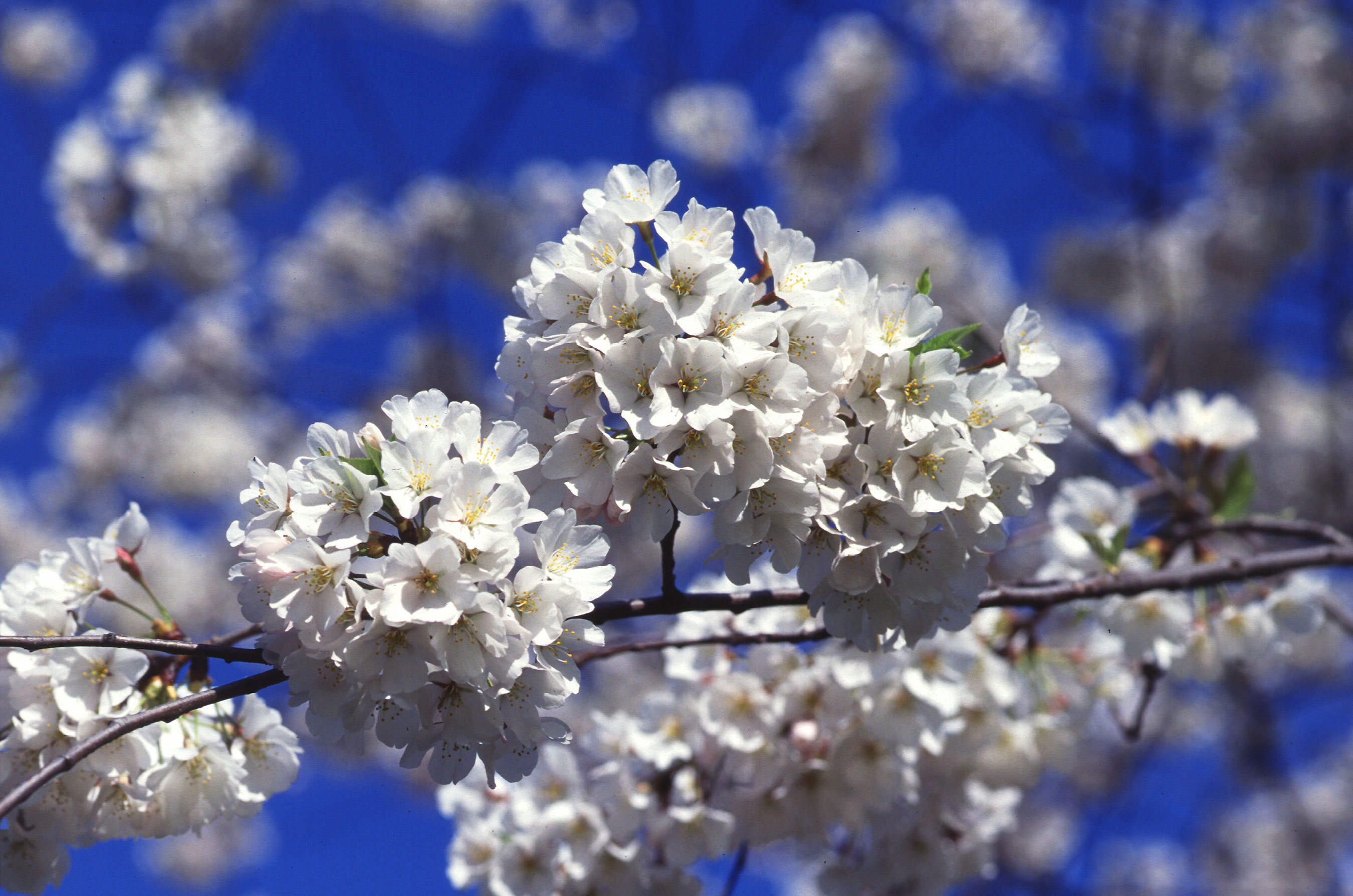
Hoa anh đào Prunus sect. Cerasus
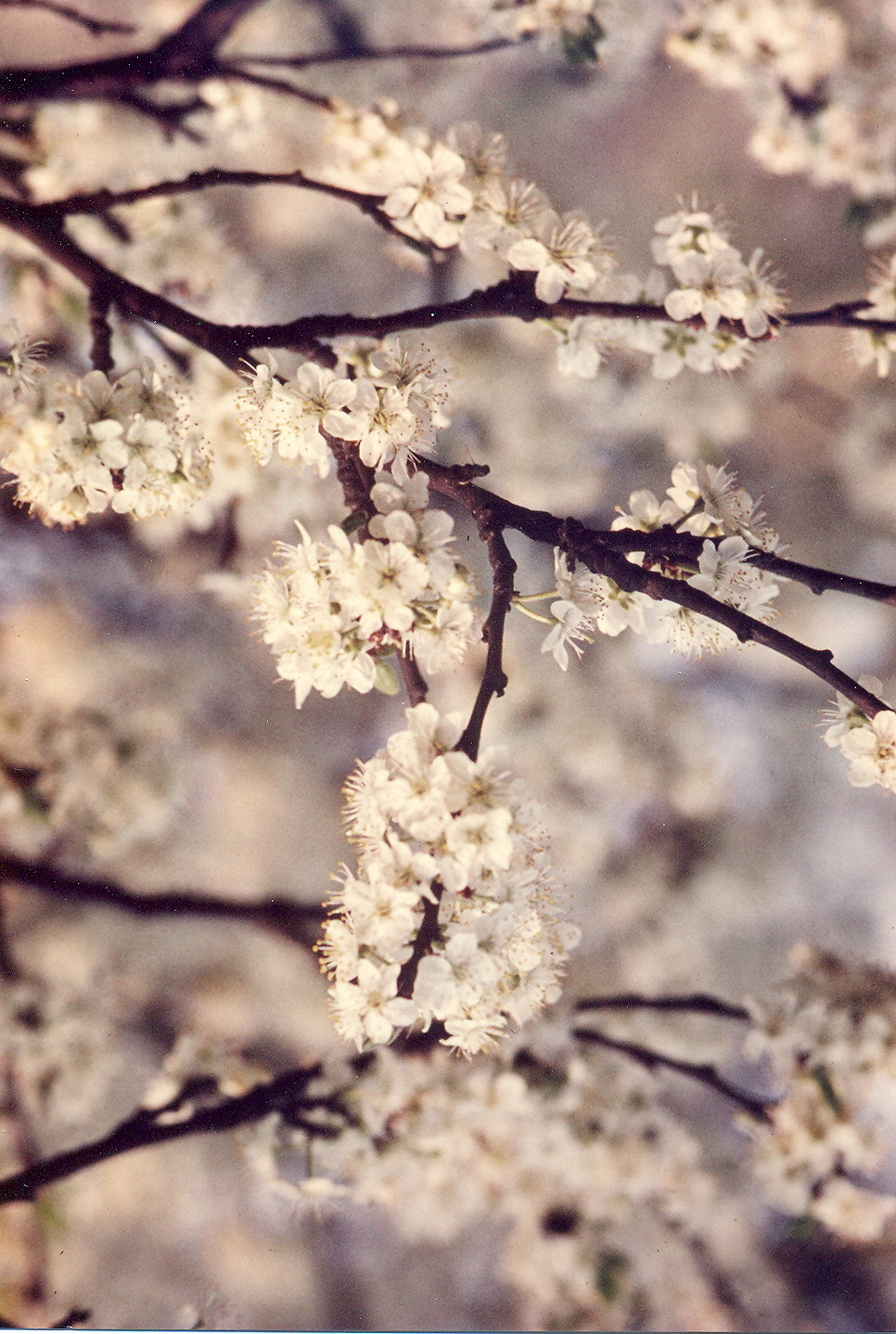
Hoa anh đào